# 헬리니콘 스타디움

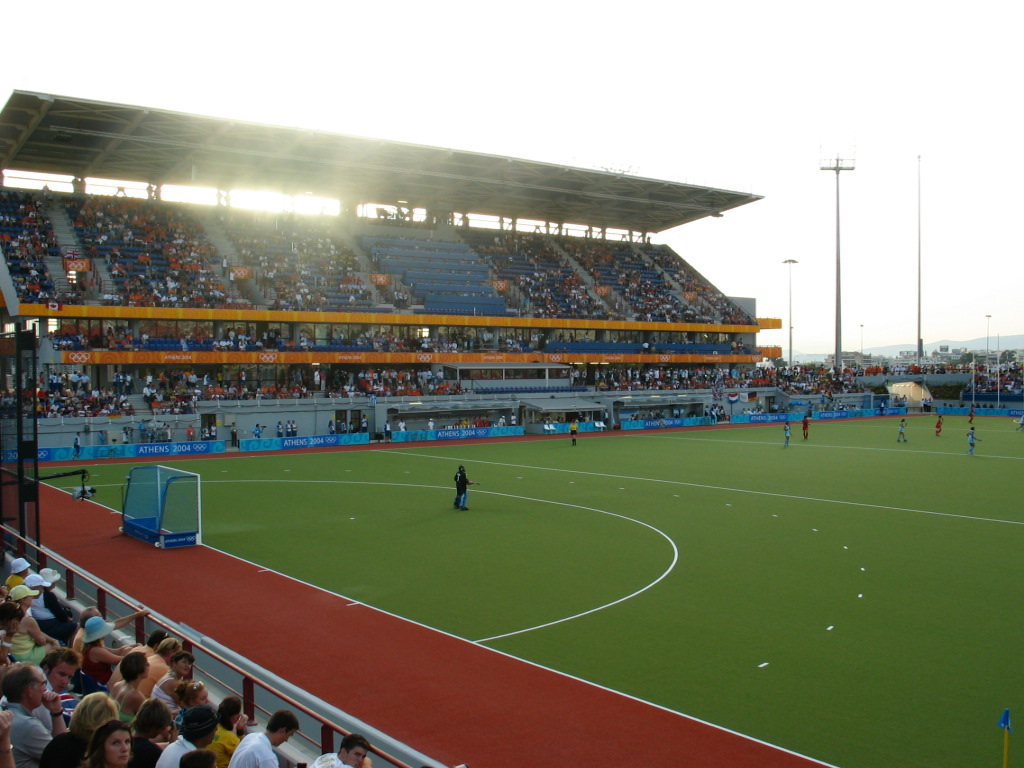
하키 경기장

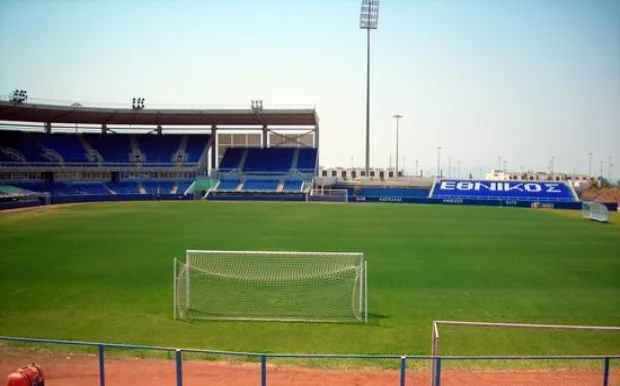
축구 경기장

헬리니콘 스타디움(Hellinikon Stadium)은 아테네 중심부에서 남쪽으로 약 8km 떨어진 에게해 연안의 글리파다(Glyfada) 근처에 위치한 아테네 헬리니콘의 헬리니콘 올림픽 컴플렉스(Hellinikon Olympic Complex)에 위치한 경기장이다. 에트니코스 피레우스 FC 2007년부터 2014년까지 그곳에서 홈 경기를 치렀다.
이 단지는 2004년 하계 올림픽 및 2004년 하계 패럴림픽 개최를 위해 이전 헬리니콘 국제공항 부지에 건설되었으며 다음 장소로 구성되었다: 헬리니콘 실내 경기장(농구 및 팀 핸드볼), 헬리니콘 펜싱 홀, 올림픽 하키 경기장(필드하키), 헬리니코 야구센터, 헬리니콘 올림픽 소프트볼 경기장 및 헬리니콘 회전 센터(화이트워터 슬라럼).